# (12661) Schelling
(12661) Schelling ist ein Asteroid des Hauptgürtels, der am 27. Februar 1976 vom deutschen Astronomen Freimut Börngen an der Thüringer Landessternwarte Tautenburg (IAU-Code 033) in Thüringen entdeckt wurde.
Benannt wurde der Asteroid am 23. Mai 2000 nach dem deutschen Philosophen Friedrich Wilhelm Joseph Schelling (1775–1854), der als einer der Hauptvertreter des Deutschen Idealismus eine Vielzahl von Philosophen beeinflusste.